# Bangoi-Hamtsaha-Madjeoué
Bangoi Hambou est une ville de l'Union des Comores, situé sur l'île de Grande Comore. En 2012, sa population est estimée à 4500 habitants